# Bannister (stripauteur)
Bannister (Belleville-sur-Saône, 26 mei 1973) is het pseudoniem van een Frans stripauteur. 

## Carrière
Hij volgde een opleiding in reclametekenen. Na verschillende korte jobs kreeg hij de mogelijkheid om een spelletjespagina voor het Franse stripblad Le journal de Mickey te tekenen. Zijn eerste strip tekende hij op scenario van Nykko voor uitgeverij Soleil. De sciencefictionstrip Félicité Bonaventure over een zwanger meisje dat de ruimte doorkruist op zoek naar haar vader, was niet succesvol en werd na één deel stopgezet. Met dezelfde scenarist begon hij daarna een sciencefictionstrip voor de jeugd, Les enfants d'ailleurs. Deze strip werd uitgegeven door Dupuis en werd door het Franse publiek goed ontvangen. De strip vertelt het verhaal van drie jongens en een meisje uit verschillende sociale milieus die samen naar een parallel universum reizen en daar allerlei gevaren moeten trotseren. Van deze strip verschenen zes delen. 
Met zijn echtgenote Flora Grimaldi als scenariste maakte hij ook de humoristische strip Tib et Tatoum over een jongen en een kleine dinosaurus. Deze strip werd voorgepubliceerd in het stripblad Tchô! en verscheen in albumvorm bij Glénat.